# McHenry River
McHenry River är ett vattendrag i Australien. Det ligger i delstaten Queensland, omkring 2 100 kilometer nordväst om delstatshuvudstaden Brisbane.
I omgivningarna runt McHenry River växer huvudsakligen savannskog. Trakten runt McHenry River är nära nog obefolkad, med mindre än två invånare per kvadratkilometer. Genomsnittlig årsnederbörd är 1 425 millimeter. Den regnigaste månaden är januari, med i genomsnitt 404 mm nederbörd, och den torraste är augusti, med 3 mm nederbörd.